# Кишкин, Николай Михайлович
Николай Михайлович Кишкин (29 ноября (11 декабря) 1864, Москва — 16 марта 1930, там же) — российский политический деятель, кадет. Министр государственного призрения Временного правительства (1917).

## Врач
Из дворянской семьи. Окончил медицинский факультет Московского университета, врач-физиотерапевт. Был совладельцем и директором водолечебной и электролечебной клиники в Москве, затем санатория. Член Общества содействия развитию курортов.

## Либеральный политик

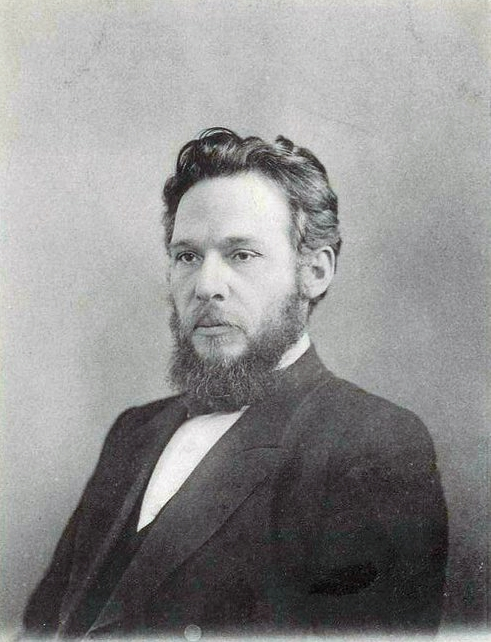
Н. М. Кишкин, 1907

Участвовал в либеральном общественном движении, был членом «Союза Освобождения». С 1905 — член Центрального комитета кадетской партии, принадлежал к левому крылу кадетов, был одним из лидеров московской группы партии. Избирался гласным Московской городской думы в 1905—1908 гг. и 1913—1917 гг. С 1914 — заместитель главноуполномоченного и член Главного комитета Всероссийского союза городов.
Во время Февральской революции с 1 марта 1917 года  возглавлял исполком, избранный Комитетом общественных организаций города. Занимался изъятием скрытых запасов хлеба, установил твердые цены на продовольствие. С 6 марта 1917 — комиссар Временного правительства в Москве, руководил подготовкой к муниципальным выборам, состоявшимся летом 1917. 25 июня 1917 года по списку конституционных демократов был избран гласным Московской городской думы. Сторонник коалиции с умеренными социалистическими партиями. В июле — августе 1917 министр-председатель А. Ф. Керенский, лично ему доверявший, неоднократно предлагал Кишкину войти в состав правительства. После неудачи августовского выступления генерала Л. Г. Корнилова вёл по поручению Керенского переговоры с торгово-промышленными деятелями об их участии в новом составе Временного правительства.

## Министр Временного правительства
С 25 сентября 1917 — министр государственного призрения (социального обеспечения) в последнем составе Временного правительства. В связи с наступлением немецких войск и общей политической нестабильностью на него были возложены обязанности по подготовке эвакуации Петрограда с переездом Временного правительства и центральных государственных учреждений в Москву. Однако правительство не успело реализовать этот проект.
25 октября (7 ноября) 1917 в условиях начавшейся большевистской революции получил полномочия по водворению порядка в Петрограде; ему были подчинены все военные и гражданские власти. Сместил нерешительного главнокомандующего войсками Петроградского военного округа полковника Г. П. Полковникова и назначил на его место генерала Я. Г. Багратуни. Был сторонником политики Л. Корнилова. Пытался организовать сопротивление большевикам, но потерпел неудачу из-за малочисленности войск, поддерживавших правительство. Вместе с другими министрами был арестован после взятия Зимнего дворца и заключён в Петропавловскую крепость. Весной 1918 освобождён.

## Деятельность при советской власти
После освобождения работал врачом. В 1919 был арестован как один из учредителей «Союза возрождения России» за участие в антибольшевистской деятельности, обвинялся по делу «Тактического центра», в 1920 году был освобожден по амнистии.
В 1921 вместе с С. Н. Прокоповичем и Е. Д. Кусковой организовал Всероссийский комитет помощи голодающим (ВК Помгол), в который вошли известные общественные деятели. Большевистские власти негативно относились к инициативе либеральных деятелей, в печати комитет издевательски называли «Прокукиш» (по первым слогам фамилий его организаторов). Кишкин был арестован по обвинению в антисоветской деятельности, находился в ссылке в Вологде, затем освобождён по амнистии. С 1923 работал в курортном отделе Народного комиссариата здравоохранения РСФСР, неоднократно арестовывался. Ушёл на пенсию, но в конце 1920-х годов, после ужесточения политического режима, постановление о пенсии было отменено, также он был лишён продовольственных карточек.

## Киновоплощения
- 1927 — «Октябрь». Эпизодическую роль Кишкина сыграл Михолыев
- 1958 — «День первый», в роли Кишкина — Константин Адашевский
- 1970 — «Посланники вечности», в роли Кишкина — Владимир Емельянов